# Göllersdorf
Göllersdorf – gmina targowa w Austrii, w kraju związkowym Dolna Austria, w powiecie Hollabrunn. Liczy 2 984 mieszkańców (1 stycznia 2014).
Podczas I wojny światowej w Göllersdorf funkcjonował obóz internowanych, którego kierownikiem był dr Rudolf Sieczyński.